# Henri Hoevenaers
Henri Rik Hoevenaers (Anvers, 1 de maig de 1902 - Anvers, 12 de novembre de 1958) va ser un ciclista belga, que va córrer durant els anys 20 del segle xx.
Va prendre part en els Jocs Olímpics de París de 1924, aconseguint dues medalles de plata, a les proves en contrarellotge individual i contrarellotge per equips (formant equip amb Alphonse Parfondry i Jean van den Bosch) i una de bronze a la de persecució per equips (formant equip amb Jean van den Bosch, Léonard Daghelinckx i Fernand Saive).
Era el pare del també ciclista Jos Hoevenaers.

## Palmarès
- 1922
  -  Campió de Bèlgica amateur
- 1923
  -  Campió de Bèlgica amateur
- 1924
  -  Campió de Bèlgica amateur
- 1925
  -  Campió del món amateur
  -  Campió de Bèlgica amateur